# Makariostadion
Het Makariostadion (Grieks: Μακάρειο Στάδιο) is een multifunctioneel stadion in Nicosia, Cyprus. In het stadion is plaats voor 16.000 toeschouwers. Om het grasveld heen is een atletiekbaan. Het stadion werd gebouwd in 1978 en is vernoemd naar de vroegere Grieks-Cypriotisch geestelijke en president van Cyprus, Makarios III van Cyprus (1913–1977).
Tot de bouw van het New GSP Stadium was dit het hoofdstadion van het eiland. Vaak speelde het nationale elftal hier een internationale wedstrijd. Ook werden er met regelmaat finales van de Cypriotische Supercup en finales van de Cypriotische voetbalbeker gespeeld.
Momenteel wordt het stadion vooral gebruikt voor voetbalwedstrijden van Digenis Morfou en Ethnikos Assia. In het verleden speelden ook Omonia Nicosia, APOEL Nicosia en Olympiakos Nicosia hier. De laatstgenoemde speelt nog weleens in dit stadion; de andere clubs zijn naar het New GSP Stadium gegaan.